# Линдерсон, Мэтт
Мэттью Филлип «Мэтт» Линдерсон (англ. Matthew Fillip "Matt" Leanderson; 11 марта 1931, Сиэтл, Вашингтон — 2 ноября 2006, Керкленд, Вашингтон) — американский гребец, выступавший за сборную США по академической гребле в начале 1950-х годов. Бронзовый призёр летних Олимпийских игр в Хельсинки, победитель и призёр регат национального значения. Также известен как тренер по гребле.

## Биография
Мэтт Линдерсон родился 11 марта 1931 года в Сиэтле, штат Вашингтон.
Занимался академической греблей во время учёбы в Вашингтонском университете в Сиэтле, состоял в местной гребной команде «Вашингтон Хаскис», неоднократно принимал участие в различных студенческих регатах.
Наивысшего успеха в гребле на международном уровне добился в сезоне 1952 года, когда вошёл в основной состав американской национальной сборной и благодаря череде удачных выступлений удостоился права защищать честь страны на летних Олимпийских играх в Хельсинки. В составе экипажа-четвёрки с рулевым в финале пришёл к финишу третьим позади команд из Чехословакии и Швейцарии — тем самым завоевал бронзовую олимпийскую медаль.
После завершения спортивной карьеры занялся тренерской деятельностью, работал тренером по гребле в Массачусетском технологическом институте и в своей альма-матер Вашингтонском университете, где в период 1959—1967 годов занимал должность главного тренера гребной команды. В 1977—1993 годах также тренировал гребцов Университета Западного Вашингтона.
Член Залов славы Университета Западного Вашингтона (1998) и Вашингтонского университета (2002).
Увлекался рыбалкой, садоводством, авиамоделизмом.
Умер 18 декабря 2003 года в Керкленде в возрасте 75 лет.